# Karl Ulrich Schnabel
Karl-Ulrich Schnabel (Berlin, 6 août 1909 – Danbury, 27 août 2001) est un pianiste autrichien, fils du pianiste Artur Schnabel et de la cantatrice d'opéra et interprète de lieder, la contralto Therese Behr.

## Biographie
Karl Schnabel naît à Berlin et commence l'étude du piano dès cinq ans. De 1922 à 1926, il étudie à la Hochschule für musik de Berlin avec Leonid Kreutzer et Paul Juon. Il entame ensuite une brillante carrière de professeur de piano et artiste international.
Schnabel quitte Berlin en 1933, lors de l'arrivée au pouvoir des nazis et s'installant brièvement au bord du Lac de Côme ; il émigre aux États-Unis en 1939, peu de temps avant le déclenchement de la Seconde Guerre mondiale. La même année, il épouse la pianiste américaine Helen Fogel (1911–1974), avec qui il joue un large répertoire pour piano à quatre mains. Ils ont une fille, Ann. Pendant la Seconde Guerre mondiale, il interrompt sa carrière musicale, pour travailler à l'effort de guerre, à la tête d'un laboratoire d'électronique dans le Massachusetts.
Parmi les intérêts extra-musicaux de Schnabel, il y a l'escalade et la photographie. Pendant plusieurs années il est actif dans la production de films ; en 1932, il est producteur, réalisateur et directeur de la photographie d'un long-métrage basé sur un conte de fée allemand. Jeune homme, il participe à des tournois de tennis de table. Karl-Ulrich Schnabel a également conçu un train électrique miniature complexe, avec des horaires. Un ami de la famille, Paul Hindemith aidant à la circulation des trains.
Karl-Ulrich Schnabel est mort à Danbury, dans le Connecticut, le 27 août 2001. Il repose dans la tombe familiale dans le canton de Schwyz, Suisse, près de ses parents et de sa femme. Les papiers de Karl-Ulrich Schnabel sont conservés dans les Archives musicales de l'Académie des arts de Berlin à Berlin. Sa fille Ann Schnabel Mottier gère actuellement la fondation musicale Schnabel, avec son mari François Mottier. Son petit-fils Claude Alain Mottier (1972-2002), également pianiste, est décédé innocent dans un accident de la route et a été enterré dans la tombe familiale. En 2006, la commune de Schwyz a déclaré la tombe monument protégé, c'est pourquoi elle est exemptée des réglementations qui prévoient l'enlèvement des dépouilles après un certain délai.

## Discographie

### Piano
- Karl-Ulrich Schnabel, Piano. Mozart et Beethoven. (TownHall Records THCD-68)
- Karl-Ulrich Schnabel, Piano. 100e Anniversaire de la Célébration. Schubert. (TownHall Records THCD-69)
- Bach, Capriccio sur le départ d'un frère bien-aimé BWV 992. Paradies, Sonate n° 10 en ré majeur (78t Victor 4293/4)
- Mendelssohn, Romances Sans Paroles, nos 12, 22, 23, 24, 28, 30, 32, 34, 35, 45, 47, 48 (78t Victor Set M-226)
- Schubert, Wanderer Fantaisie. Vingt danses (LP WCFM-Washington 17, McIntosh MM 1104)
- Schumann: Papillons, op. 2. Chopin, Scherzo n° 3 en do-dièse mineur, op. 39. Liszt, Années de Pélérinage ; Canzonetta del Salvator Rosa ; Au bord d'une source ; Sonetto del Petrarca n° 123 ; La Chapelle de Guillaume Tell. (LP Urania 8001) (en partie contenue sur les 2CD TownHall Records, THCD58 A-B)
- Chopin, Polonaise en mi-bémol mineur, op. 26, n° 2 ; Nocturne en si-bémol majeur, op. 32 no 1. Liszt, Il Pensieroso. Debussy, Préludes (Livre 1) « La sérénade interrompue », « La danse de Puck » (LP VIS Radio)
- Mendelssohn, Sonate en mi majeur, op. 6. Schubert, Valses, ländler et danses allemandes. (LP Sheffield/Town Hall  M-8/S-8) (2CD Town Hall THCD58 A-B)
- Schubert, Sonate en la mineur, op. 42 ; Six moments musicaux (Musical Heritage Society MHS 1245)
- Mozart, Fantaisie en ut mineur, K. 475 ; Sonate pour piano en do mineur, K. 457 ; Andante en fa majeur, K. 616. (LP Musical Heritage Society MHS 1700)
- Beethoven, Sonate n° 15 en ré majeur, op. 28 ; Sonate n° 30 en mi majeur, op. 109 (LP Musical Heritage Society MHS 3296 L)

### Avec Artur Schnabel
- Schubert, Marches Militaires (3), D. 733. Marches, D. 819, n° 2 et 3. Rondo en la majeur, D. 951. Divertissement à la hongroise, D. 818. Andantino Varié, D. 823, n° 2. Allegro en la mineur (« Lebensstürme »), D. 947. (« Schnabel Joue Schubert – tomes 1 à 5 » Arabesque Z-6571/5)
- Bach, Concerto pour deux pianos en ut majeur, BWV 1061. Orchestre symphonique de Londres, dir. Adrian Boult (1935/1936, Pearl 9399) OCLC|35741057
- Mozart, Concerto pour deux pianos en mi-bémol majeur, K. 365. Orchestre symphonique de Londres, dir. Adrian Boult (Arabesque Z 6590)

### Avec Helen Schnabel
- Helen et Karl-Ulrich Schnabel – Piano à quatre Mains : Mozart, Dvořák, Schubert, Weber, Bizet, Mendelssohn, Brahms (TownHall Records THCD19A-B)
- Helen et Karl-Ulrich Schnabel – Piano à quatre Mains :  Enregistrements des années 1950, Vol. 1. Bizet, Debussy, Schubert, Mozart. (TownHall Records  THCD76A-B)
- Helen et Karl-Ulrich Schnabel – Piano à quatre Mains :  Enregistrements des années 1950, vol. 2. Mozart, Brahms, Schubert, Mendelssohn, Weber (TownHall Records  THCD77A-B)
- Schubert, Sonate en si-bémol majeur, op. 30; Quatre Polonaises, D. 824 (LP SPA (49)
- Mendelssohn, Allegro brillante ; Andante et Variations. Weber, Cinq pièces, op. 10, n° 5 et op. 60, n° 5, 6, 7 et 8. (LP SPA (50)
- Mozart, Concerto pour deux pianos en mi-bémol majeur, K. 365 ; Concerto pour trois pianos en fa, K. 242 (avec Ilse von Alpenheim, piano). Orchestre symphonique de Vienne, dir. Bernhard Paumgartner (LP Epic LC 3259)
- Mozart, Sonate en ré majeur, K. 448. Sonate en ré Majeur, K. 381. Tema con variations en sol majeur, K. 501 (LP Philips Un 00326)
- Schubert, Quatre Polonaises, D. 824. Debussy, Épigraphes antiques, n° 1, 2 et 4. (LP Philips NBE 11004 ; Philips 402024 E)
- Schubert, Huit Variations en la-bémol majeur, D. 813. Quatre Variations en si-bémol majeur, D. 603. Huit variations en ut majeur, D. 908. (LP Philips 06046 R)
- Schubert, Fantaisie en fa mineur, D. 940. Brahms, Danses hongroises. 4, 3, 2, 11, 1, 12, 13 et 17. (LP Philips N 00255 L, Epic LC 3183)
- Mozart, Sonate en ut majeur, K. 521. Dvořák, Légende op. 59, n° 4. Schubert, Fantaisie en fa mineur op. 103. Weber, Rondo et Adagio. Schubert, Sonate en si-bémol majeur, op. 30. Mozart, Andante avec variations en sol majeur, K. 501. Bizet, Cinq pièces extraites des « Jeux d'enfants » op. 22. Mendelssohn, Andante tranquillo avec variations, op. 83a. Brahms, Deux danses hongroises. (LP SheffieldTown Hall, Album de S-19, ACM158A-B, ACM159A-B)

### Avec Joan Rowland
- Dvořák, Dans la forêt de Bohême, op. 68. Dix Légendes, op. 59. (Town Hall THCD-49)
- Schubert, Fantaisie en fa mineur, D. 940. Quatre polonaises, D. 824. Variations en la-bémol majeur sur un thème original, D. 813. Four Ländler, D. 814. Rondo en ré majeur, D. 608. (Sheffield Lab 10054-2F)
- Mozart, Sonate en fa majeur, K. 497. Schubert, Divertissement (Sonate en mi mineur) sur des thèmes français op. 63 et op. 84 D. 823 ; Huit variations sur un thème de l'opéra de Hérold, « Marie » op. 82 n° 1, D. 908 (Town Hall THCD-41)
- Schubert, Introduction et Variations en si-bémol majeur, D. 603. Grand Duo, op. 140 (Town Hall THCD-37)
- Beethoven, Variations sur un thème du comte Waldstein ; Marche en ut majeur, op. 45, n° 4 ; Mozart, Sonate en fa majeur, K. 497 (LP Sonic Arts)

### Avec Leonard Shure
- Chopin, Rondo en ut majeur (78t Victor 11618 / CD Town Hall, THCD58 A)

### Avec Alphonse Onnou (violon) et Robert Maas (violoncelle)
- Schubert, Trio en si-bémol majeur, op. 99. (78t Victor M-429)

### Avec Artur, Therese et Helen Schnabel
- The Schnabels – Un héritage musical, inédit et enregistrement historique perdus. Mozart, Schumann, Schubert, C.P.E. Bach, J.S. Bach, Mendelssohn, Paradisi. (TownHall Records THCD74A-B)